# جيرانيمو
جيرانيمو (بالإنجليزية: Gojaalay)‏ أو جيرونيمو (بالمسكاليرو جيريكاهوا: Goyaałé) (تعني: الذي يتثاءب) (16 يونيو 1829 - 17 فبراير 1909)، محارب من قبيلة أباتشي جيريكاهوا الهندية. قاد هجمات على المستوطنين والجنود في المكسيك وجنوب غربي الولايات المتحدة خلال السبعينيات والثمانينيات من القرن التاسع عشر.
من 1850 - 1886 انضم جيرونيمو مع الثلاثة أعضاء الأخرى لفرق جيريكاهوا أباتشي (شيهيني، شيوكونين، ونيدنهي) لتنفيذ العديد من الهجمات ومقاومة الحملات العسكرية للولايات المتحدة والمكسيك في ولايات المكسيك الشمالية لشيواوا وسونورا، وفي جنوب غرب المناطق الأمريكية لنيو مكسيكو وأريزونا. كانت غارات جيرونيمو وعملياته القتالية تشكل جزء طويل من صراعات أباتشي والولايات المتحدة، والتي بدأت مع الاستيطان الأمريكي في أراضي الأباتشي بعد انتهاء الحرب مع المكسيك في عام 1848.
لم يحسب جيرونيمو كقائد بين الأباتشي. في وقت واحد فقط أصبح حوالي 30 إلى 50 من الأباتشي يتبعونه. ومع ذلك، فقد كان قائدا رائعا في الإغارة والانتقام مما ادى إلى زيادة عدد أتباعه.

## مولده
ولد جيرونيمو فيما يُعرف الآن بنيو مكسيكو الغربية بالولايات المتحدة. نشأ وسط جماعة جنوبية من أباتشي جيريكاهوا تسمى الندنيز، بولاية جيهواهوا المكسيكية. اسمه الأباتشي غوييل. سماه المكسيكيون جيرونيمو، وهو المقابل الأسباني للاسم الإنجليزي جيروم.

## قتاله ضد المستوطنين البيض
حوالي سنة 1877 حاصرت الحكومة الأمريكية الأباتشي الذين انضم إليهم جيرونيمو وقامت بنقلهم إلى منطقة مخصصة في سان كارلوس في أريزونا بسبب النزاعات المستمرة بين الهنود والمستوطنين البيض. اشتهر الأباتشي بأنهم مقاتلون قساة. هرب جيرونيمو من المنطقة وقاتل ضد القوات الأمريكية في الجنوب الغربي وجيهواهوا. أعيد إلى المنطقة المخصصة في سنة 1880.
في سنة 1882 هرب جيرونيمو مع أباتشي آخرين إلى جبال سييرا مادري في المكسيك وأنشأ مع أتباعه معسكرات سرية، ثم قاموا بغارات دموية على جانبي الحدود المكسيكية ـ الأمريكية. قاد الجنرال جورج كروك القوات الأمريكية في عدة هجمات على معسكرات الأباتشي في سييرا مادري. في عام 1883، هرب جيرونيمو مع أباتشي آخرين مرة أخرى عام 1885 ولكنهم استسلموا في السنة التالية.
نقلت الحكومة الأمريكية جيرونيمو إلى فورت سيل بأوكلاهوما في 1894. عاش هناك بقية حياته، وكان عامل جذب للسياح في عدة معارض خلال تلك السنوات.
استخدمت القوات الأمريكية في عام 2011 اسم جيرونيمو كشفرة سرية تقصد به عدوها اللذود أسامة بن لادن، أثناء معركة البحث عن مكانه وأثناء اقتحام المبنى الذي كان مختبئ فيه.

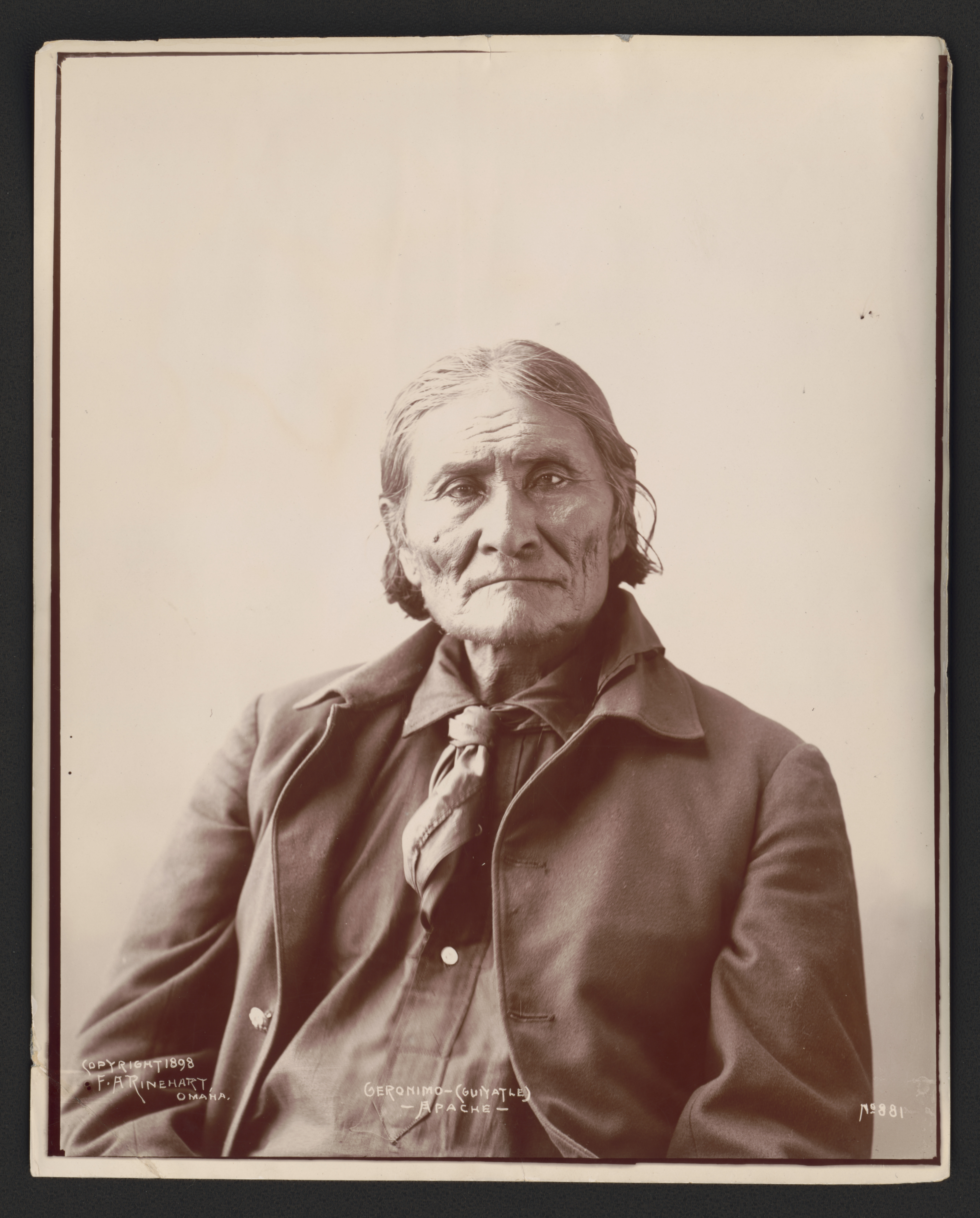
صورة فوتوغرافية لجيرانيمو التقطت عام 1898

## روابط خارجية
- جيرانيمو على موقع IMDb (الإنجليزية)
- جيرانيمو على موقع الموسوعة البريطانية (الإنجليزية)
- جيرانيمو على موقع إن إن دي بي (الإنجليزية)
- الموسوعة المعرفية الشاملة